# Itsurō Terada
Itsurō Terada (寺田 逸郎?; Kyoto, 9 gennaio 1948) è un giurista giapponese, presidente della Corte suprema dal 2014.

## Biografia
Itsurō Terada è nato a Kyoto, appartenente ad una famiglia di illustri giuristi, al punto che suo padre Osamu Terada detto Jirō, fu il decimo Giudice Capo della Corte suprema. Terminato il liceo si iscrive alla prestigiosa Università di Tokyo e si laurea nel 1972 in legge.
Dopo la laurea entra in magistratura arrivando a ricoprire la carica di Giudice nel tribunale di Tokyo nel 1974. Nel 1977 si sposta nella Corte di Sapporo e nel 1980 in quella di Osaka. Negli anni seguenti ricopre diverse cariche tra cui segretario dell'ambasciata del Giappone nel Regno dei Paesi Bassi e nel Ministero della Giustizia come direttore di dipartimento.
Dopo l'esperienza nel ministero Terada rientra in magistratura come giudice a Tokyo, poi Saitama e infine come presidente della Corte di Hiroshima prima di essere nominato Giudice della Corte suprema del Giappone nel 2010. Nel 2014 in seguito alle dimissioni di Hironobu Takesaki viene nominato Giudice Capo della Corte suprema, la più alta carica giudiziaria del paese, come lo era stato suo padre oltre venti anni prima.